# アドミラルティ島
アドミラルティ島（アドミラルティとう、英語: Admiralty Island）は、アメリカ合衆国のアラスカ州に属する島。州南部にあるアレキサンダー諸島の島のひとつ。

## 概要
長さ145km、幅56km、面積は4,264km2。人口は650人（2000年）で、唯一の定住集落は西部のアングーン。島の大半は1978年に指定されたアドミラルティ島国定記念物に含まれている。

## 位置
西のバラノフ島、チチャゴフ島とはチャタム海峡で、南のクプリアノフ島とはフレデリク海峡で、東の大陸本土とはステフェン海峡で隔てられている。州都ジュノーの南方に位置する。

## 生態
アドミラルティ島にはヒグマ、ハクトウワシ、オグロジカ等の野生動物が多数生息している。特にヒグマは約1,600頭いるといわれ、生息密度が北アメリカで最も高い地域である。
アドミラルティ島には原生の温帯雨林がある。1986年、グレイシャー湾一帯のグレイシャーベイ国立公園と共にユネスコの生物圏保護区に指定された。

## その他
アドミラルティ島は先住民のトリンギットからは「Kootznoowoo」と呼ばれている。